# Richard Francis Burton

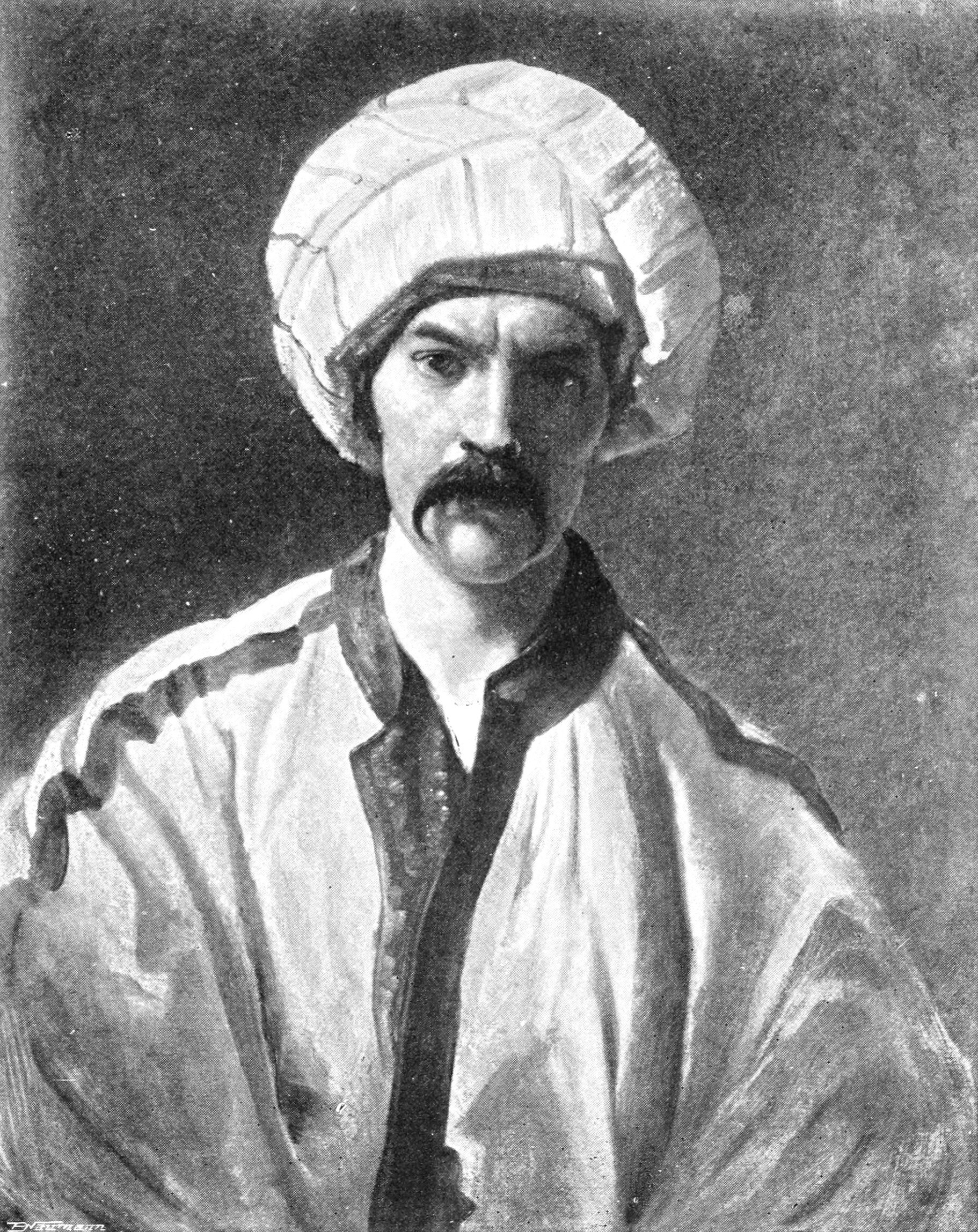
Burton w perskim przebraniu jako „Mirza Abdullah the Bushri” (ok. 1849–50)

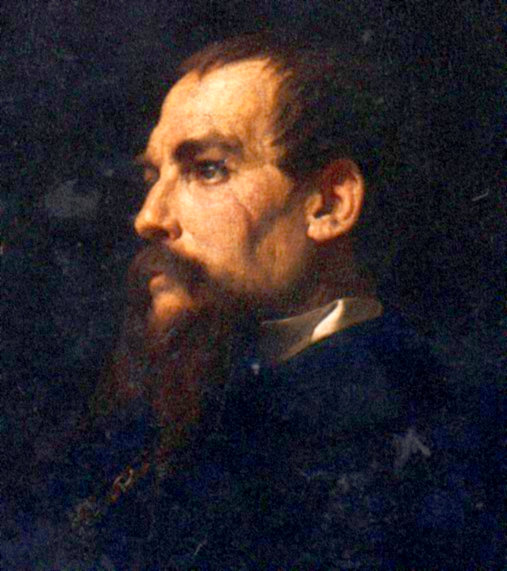
Richard Francis Burton (1875)

Richard Francis Burton (ur. 19 marca 1821 w Torquay, zm. 20 października 1890 w Trieście) – brytyjski żołnierz, dyplomata, lingwista, pisarz, podróżnik i odkrywca w Indiach, na Bliskim Wschodzie, w Afryce i Ameryce Południowej.

## Młode lata
Jego ojciec Irlandczyk był zawodowym wojskowym w armii brytyjskiej, gdzie dosłużył się stopnia pułkownika. Po zakończeniu edukacji w szkołach prywatnych na kontynencie europejskim Burton zapisał się na arabistykę na uniwersytecie w Oksfordzie, ale już po roku został z uczelni usunięty za udział w pojedynku. W związku z tym w roku 1842 wstąpił do sił zbrojnych Kompanii Wschodnioindyjskiej jako oficer piechoty w pułku Bombay Native Infantry, w którym służył przez siedem lat w dzisiejszym Pakistanie. Dużo podróżował, ucząc się języków perskiego, afgani i hindustani oraz doskonaląc swój arabski. Wkrótce został oficjalnie tłumaczem w swoim pułku. Jego raport po wykryciu afery z udziałem żołnierzy pułku w męskich domach publicznych w Karaczi wywołał wiele kontrowersji i spowodował odwołanie go w roku 1849 do Anglii.

## Wyprawa do Mekki
W roku 1853 otrzymał roczny urlop na doskonalenie swej znajomości arabskiego i wyjazd na Bliski Wschód. Dokonawszy dla niepoznaki obrzezania, w przebraniu pielgrzyma, jako afgański lekarz Mirza Abdullah dotarł do Mekki i Medyny. Jako pierwszy Brytyjczyk miał możność obejrzeć z bliska i dokonać rysunków przedstawiających najświętsze sanktuarium islamu i „czarny kamień”. Planował także wyprawę w poprzek Półwyspu Arabskiego, by móc na własne oczy zobaczyć „pusty kwartał” (arab. Rub’ al-Khali), ale zachorował i zmuszony był do powrotu do Egiptu, a stamtąd do Bombaju.

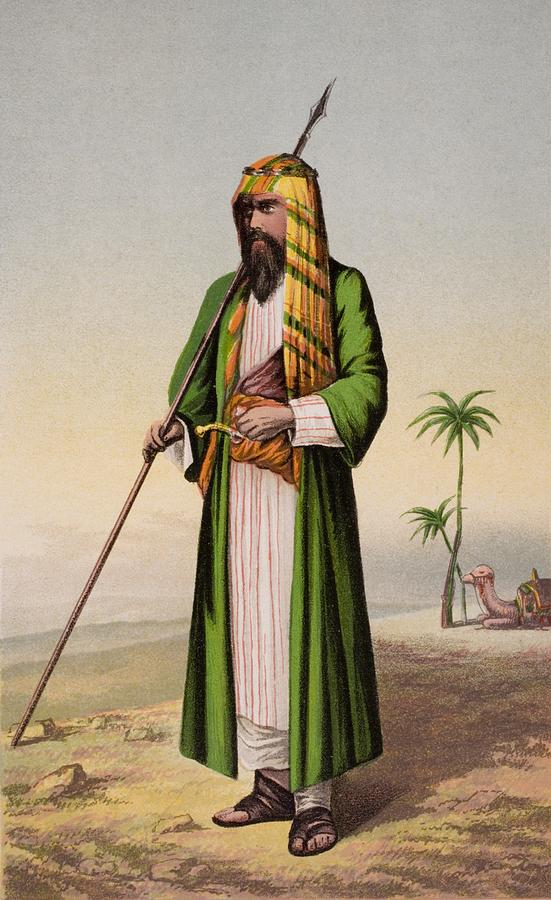
„Pielgrzym”, ilustracja z Burton's Personal Narrative (Burton przebrany za „Haji Abdullah”, 1853)

## Afryka

### Somalia
W 1854 roku Burton otrzymał rozkaz spenetrowania Złotego Rogu Afryki, a w szczególności niezbadanego obszaru zwanego Somaliland (dzisiejsza Somalia). Na czele nielicznej ekspedycji, w skład której wchodzili trzej oficerowie brytyjscy – G.E. Herne, John Hanning Speke i William Stroyan, wylądował w Adenie i zaraz na wstępie odwiedził osławione w tamtych czasach centrum handlu niewolnikami Harar w północno-wschodniej Abisynii. Przebrany – jak uprzednio – za Araba, dostał się, jako pierwszy Europejczyk, do zamkniętego miasta i odbył szereg spotkań z miejscowymi prominentami. Po dziesięciu dniach wrócił – samotnie wędrując przez pustynię – do Adenu.
Dalsza część wyprawy miała mniej szczęśliwy przebieg. Nim jeszcze ekspedycja opuściła wybrzeże na południe od dzisiejszego Mogadiszu, została znienacka zaatakowana przez tubylców. Stroyan zginął, a Burton został ciężko raniony w twarz.
Po wyzdrowieniu Burton wziął udział w wojnie krymskiej (1854–1856), ale już w roku 1856 ponownie znalazł się w Afryce. Rok wcześniej dwaj podróżnicy niemieccy – Johann Ludwig Krapf i Johann Rebmann – ogłosili, że w sercu Czarnego Lądu znajduje się wielkie jezioro, być może wielkości Morza Kaspijskiego, będące prawdopodobnie źródłem Nilu.

### Do źródeł Nilu
Ekspedycja – sponsorowana przez Królewskie Towarzystwo Geograficzne i brytyjskie ministerstwo spraw zagranicznych – wyruszyła w drogę w sierpniu 1857 roku z Bagamoyo w dzisiejszej Tanzanii. Była to pierwsza ekspedycja poszukująca źródeł Nilu, która nie wyruszyła z Aleksandrii, lecz ze wschodniego wybrzeża Afryki. Na jej czele stali Burton i współtowarzysz z Somalii – Speke. Karawana liczyła 130 tragarzy i 30 zwierząt jucznych. Sułtan Zanzibaru dostarczył przewodników z Sidi Bombayem na czele.
Wędrując szlakiem arabskich karawan, w roku 1858 dotarli do miejscowości Tabora, położonej w odległości około 800 kilometrów od wybrzeża, gdzie dowiedzieli się, że rzekome wielkie jezioro to trzy oddzielne zbiorniki wodne. Posuwając się dalej na zachód z biegiem rzeki Malagarasi, 13 lutego 1858 roku dotarli do Udżidżi nad jeziorem Tanganika. Obaj podróżnicy byli w tym czasie obłożnie chorzy. Burton był niemal sparaliżowany, a Speke prawie oślepł od gorączki malarycznej. W tej sytuacji pozostali przez jakiś czas w Udżidżi. Speke, który pierwszy doszedł do zdrowia, odbył kilka podróży czółnem po jeziorze. Burton był przekonany, że jezioro Tanganika jest źródłem Nilu, ale wyprawy Speke’a tego nie potwierdziły.
W związku z tym, że żaden z podróżników nie doszedł w pełni do zdrowia, a wyprawie brakło żywności i aparatury pomiarowej, zawrócono do Tabory. Tam Speke zdecydował się podjąć jeszcze jedną wyprawę na północ. Wrócił po sześciu tygodniach, twierdząc, że rzeka Nil wypływa z innego zbiornika wodnego, który nazwał Jeziorem Wiktorii. Od tej chwili między nim a Burtonem rozpoczął się spór, który miał trwać aż do śmierci Speke’a w roku 1864.
Wkrótce po powrocie z Afryki Speke udał się do Królewskiego Towarzystwa Geograficznego, gdzie ogłosił rezultaty swych badań i zyskał miano odkrywcy źródeł Nilu. W ciągu kilku następnych lat Burton starał się obalić jego tezę o źródłach Nilu w Jeziorze Wiktorii.
Po powrocie z Afryki Burton pojął za żonę Izabellę Arundel. W latach 1860–1861 odwiedził Stany Zjednoczone, odbywając podróż do Salt Lake City i opisując w książce City of the Saints życie mormonów. W roku 1861 wrócił do Afryki jako konsul brytyjski w Zatoce Gwinejskiej i dokonał pierwszego wejścia na górę Kamerun.

## Ostatnie lata
W roku 1865 został mianowany konsulem brytyjskim w São Paulo w Brazylii, co zaowocowało podróżą w poprzek kontynentu południowoamerykańskiego.
W roku 1869 wrócił na Bliski Wschód jako dyplomata w Damaszku, a od roku 1872 podjął pracę konsula w austriackim wówczas Trieście.
W latach 1877–1882 brał udział w wyprawach w poszukiwaniu złota na Bliskim Wschodzie i w Ghanie. W roku 1886 królowa Wiktoria obdarzyła go tytułem szlacheckim. W cztery lata później zmarł na posterunku w Trieście.
Przetłumaczył Księgę tysiąca i jednej nocy, która została wydana jako The Arabian Nights w 1885. Badacz afrykańskich i arabskich zachowań seksualnych. Tłumacz orientalnej literatury erotycznej.

## Życie prywatne
W dniu 22 stycznia 1861 roku Burton i Isabel Arundel pobrali się podczas cichej katolickiej ceremonii, chociaż w tym czasie nie przyjął wiary katolickiej. Burton nazywał siebie ateistą.
Jego doświadczenia religijne były zróżnicowane, w tym uczęszczanie na nabożeństwa katolickie, zostanie braminem Nāgar, przyjęcie sikhizmu, przejście na islam i poddanie się chillá dla sufizmu Qadiri. Odnosząc się do muzułmańskich przekonań Burtona, Ed Rice stwierdza: „W ten sposób został obrzezany i został muzułmaninem, żył jak muzułmanin, modlił się i praktykował jak muzułmanin”. Co więcej, Burton „miał prawo nazywać siebie hāfizem, kimś, kto potrafi recytować Koran z pamięci”.
Po śmierci męża Isabel zniszczyła wiele dokumentów, które do niego należały.

## Osiągnięcia
Sir Richard Burton był pierwszym Brytyjczykiem, który dotarł do Mekki w Arabii i Harar w Etiopii. Był też pierwszym podróżnikiem, który przedsięwziął podróż do źródeł Nilu ze wschodniego wybrzeża Afryki. Był poliglotą znającym 29 języków obcych i 11 dialektów. Napisał wiele książek o swych odkryciach, przetłumaczył też na angielski Opowieści 1001 nocy.

## Burton w kulturze
W roku 1990 ukazał się amerykański film historyczno-przygodowy Góry Księżycowe w reżyserii Boba Rafelsona.
Sir Burton jest również (wraz z Algernonem Swinburnem) głównym bohaterem steampunkowej trylogii autorstwa Marka Hoddera. Jako brytyjski agent rozwiązuje sprawę Skaczącego Jacka (wyd. polskie Mark Hodder przedstawia Burtona i Swinburne’a w dziwnej sprawie Skaczącego Jacka, Fabryka Słów, 2012) i Nakręcanego Człowieka (Mark Hodder przedstawia Burtona i Swinburne’a w zdumiewającej sprawie Nakręcanego Człowieka, Fabryka Słów, 2012). Trzecia część trylogii, zatytułowana Mark Hodder przedstawia Burtona i Swinburne’a w wyprawie w Góry Księżycowe, została wydana w 2013 roku.
Jest także głównym bohaterem książek s-f z cyklu Świat Rzeki Philipa José Farmera. Cykl ten składa się z pięciu części:
- Gdzie wasze ciała porzucone (To Your Scattered Bodies Go, 1971)
- Najwspanialszy parostatek (The Fabulous Riverboat, 1971)
- Mroczny wzór (The Dark Design, 1977)
- Czarodziejski labirynt (The Magic Labyrinth, 1980)
- Bogowie Świata Rzeki (Gods of Riverworld, 1983)
- River of Eternity (1983)

W 2006 roku została opublikowana książka Iliji Trojanowa pt. Der Weltensammler (Kolekcjoner światów, wyd. polskie Noir sur Blanc 2014), beletryzowana biografia Burtona.